# Desis vorax
Espèce
Desis vorax est une espèce d'araignées aranéomorphes de la famille des Desidae.

## Distribution
Cette espèce est endémique d'Upolu aux Samoa,.

## Description
Le mâle décrit par Baehr, Raven et Harms en 2017 mesure 5,85 mm.

## Publication originale
- L. Koch, 1872 : Die Arachniden Australiens. Nuremberg, vol. 1, p. 105-368 (texte intégral).